# الیریا (کانزاس)
الیریا (به انگلیسی: Elyria) یک منطقهٔ مسکونی در ایالات متحده آمریکا است که در کانزاس واقع شده‌است.